# Juan Roldán (futbolista)
Juan Ricardo Roldán Trujillo, (Lagos de Moreno, Jalisco México, 31 de marzo de 1986) es un futbolista mexicano que juega en la posición de portero en el Club Zacatepec del Ascenso MX.

## Trayectoria
Licenciado en Derecho, empezó su trayectoria deportiva con La Piedad en 2008, club que competía en la segunda división; sin embargo, el equipo logró un lugar en la liga de ascenso, y siguió en el plantel hasta que fue trasferido al Club León, de la misma categoría, jugando relativamente poco. Para el Apertura 2011 fue contratado por el recién ingresado a la división Club Celaya, donde se le ve cierta regularidad sin tener la titularidad garantizada, ya que alternaba el puesto con el experimentado Edmundo Ríos.
Actualmente fue fichado por el Club Zacatepec donde milita desde el Clausura 2014.

### Clubes
| Club           | País          | Año           | Partidos |
| -------------- | ------------- | ------------- | -------- |
| Salamanca      | México        | 2008 - 2009   | 8        |
| La Piedad      | México        | 2009 - 2010   | 36       |
| Club León      | México        | 2010          | 5        |
| Club Celaya    | México        | 2011 - 2014   | 73       |
| Club Zacatepec | México        | 2014 -        | 54       |
| Club Celaya    | México        | 2016 -        |          |
| Total carrera  | Total carrera | Total carrera | 176      |

## Estadísticas

### Resumen estadístico
| Competencia                | Partidos |
| -------------------------- | -------- |
| Segunda División de México | 13       |
| Liga de Ascenso de México  | 176      |
| Total                      | 189      |